# Felony
Felony (bra: Segredos de um Crime. prt: Crime) é um filme de suspense com produção estadunidense e australiana. Foi dirigido por Matthew Saville, escrito por Joe Edgerton, e lançado no ano de 2013. O filme foi exibido pela primeira vez no Festival Internacional de Cinema de Toronto.
Foi lançado no Brasil pela California Filmes.

## Sinopse
Um policial presta socorro a um jovem após atropelá-lo, mas ainda assim corre o risco de ser preso. Dois policiais resolvem acobertá-lo, mas ele, tomado pela culpa, deseja contar a verdade.

## Elenco
- Tom Wilkinson como Detetive Carl Summer
- Joel Edgerton como Malcolm "Mal" Toohey
- Jai Courtney como Jim Melic
- Melissa George como Julie Toohey
- Corinna Everson como Sondra
- Sarah Roberts como Ankhila Sarduka

## Recepção
Felony tem 70% de aprovação no Rotten Tomatoes com base em 33 avaliações, com uma classificação média de 6,61 / 10. O consenso crítico diz que: "Felony cobre um terreno familiar, mas o faz com um estilo incomum, graças a um roteiro instigante, direção afiada e trabalho poderoso de um elenco talentoso." No Metacritic, o filme tem uma pontuação média de 52 em 100, com base em 11 críticos, indicando "críticas mistas ou médias".